# Lasiodora gutzkei
Lasiodora gutzkei é uma espécie de aranha pertencente à família Theraphosidae (tarântulas).